# Unsung
 (janvier 2023).
Albums de Peter Hammill
What, now?
(2001) The Margin +
(2002)
Unsung est le vingt-huitième album de Peter Hammill, sorti en 2001. Du point de vue de l'auteur c'est un album en parallèle du reste de son œuvre. Pour l'auditeur il l'est également puisqu'exclusivement instrumental (sans chansons).

## Liste des titres
1. gated
2. west pole
3. delinquent
4. handsfree
5. eyebrows
6. delighted
7. 861 and counting
8. exp
9. the printer port
10. east pole
11. exeunt
12. 1 meg loop
13. gateless
14. deliberate